# Egidio Reale
Egidio Reale (Lecce, 24 aprile 1888 – Locarno, 1º novembre 1958) è stato un avvocato, antifascista e diplomatico italiano, fratello maggiore del ministro repubblicano Oronzo Reale.

## Biografia
Laureato in giurisprudenza all’Università di Roma, esercitò la professione di avvocato. Aderì al Partito Repubblicano Italiano e, in seguito fu membro della direzione nazionale. Partecipò alla prima guerra mondiale. Antifascista, per sfuggire all'arresto emigrò in Svizzera, nel 1926. Raggiunse Trento in treno, partendo da Orte, con l'amico repubblicano Randolfo Pacciardi. Ernesta Battisti affidò i due fuggiaschi ad alcuni contrabbandieri che li aiutarono a espatriare in Svizzera attraverso il valico austriaco di Buchs: il 1º gennaio 1927 festeggiarono il capodanno in un'osteria di Zurigo.
All’estero, insegnò presso l'Istituto di alti studi internazionali e di sviluppo e alle scuole superiori del Canton Ticino. Strinse contatti con il movimento antifascista Giustizia e Libertà di Carlo Rosselli e con Gaetano Salvemini. Collaborò con giornali e riviste di diversi paesi e pubblica studi di carattere giuridico, storico e politico in cui sostiene i principi democratici e liberali, contro il fascismo e il nazismo. Aderì al Partito d'Azione, dove era già attivo il fratello Oronzo.
Dopo l’8 settembre 1943, si occupò di dar rifugio ad ebrei e antifascisti e del collegamento tra i Comandi alleati, la Resistenza italiana e quella francese. Ai primi di novembre del 1943, insieme a Ferruccio Parri, Leo Valiani, Alberto Damiani, Gigino Battisti e Adolfo Tino si incontrò in Svizzera con i rappresentanti alleati Allen Dulles  e John McCaffery per stringere accordi sullo sviluppo del movimento di resistenza avviato in Italia. Per le sue capacità diplomatiche fu nominato incaricato d’affari a Berna (1944). Lasciò la politica attiva alla liberazione del paese. Dal 1947 al 1955 fu prima ministro plenipotenziario e poi ambasciatore d’Italia a Berna. Successivamente fu presidente della Commissione italiana per l'UNESCO. Morì improvvisamente a Locarno, il 1º novembre 1958.